# Galera (imprenta)

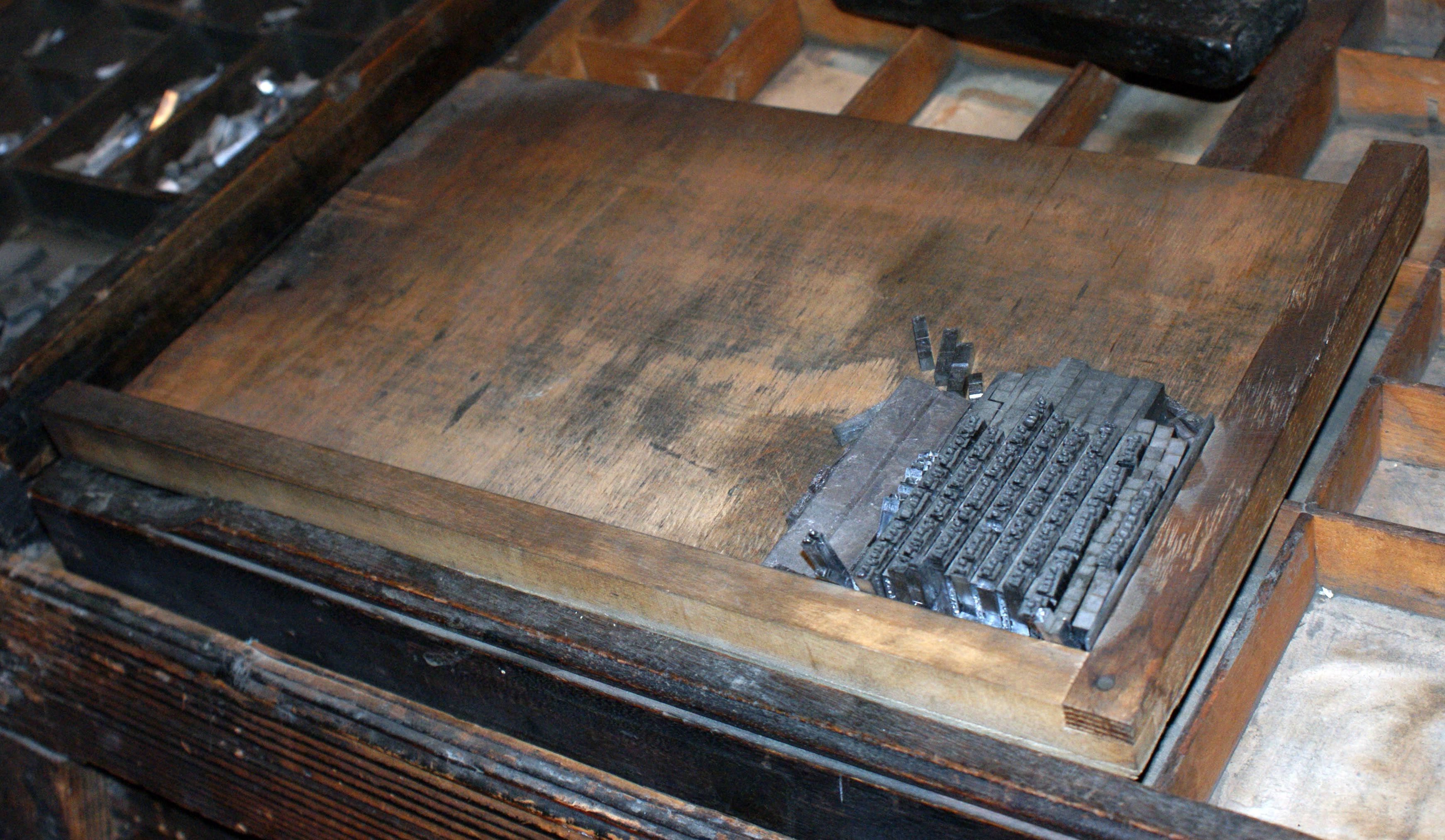
Galera

En tipografía se llama galera a un utensilio de forma cuadrilonga, en madera o en metal, con tres rebordes por canal, por donde puede entrar y salir la tabla complementaria llamada volandera. En la superficie de ésta el cajista deposita las líneas para formar las planas, que atadas con un bramante alrededor del tipo, se quitan de la galera sacándolas con la volandera en que se apoyan, hasta acabar formando la galerada (porción de líneas que caben en una galera).